# Alchemilla chalarodesma
Alchemilla chalarodesma é uma espécie de rosácea do gênero Alchemilla, pertencente à família Rosaceae.